# Nathan Stewart-Jarrett
Nathan Stewart-Jarrett (Londra, 4 dicembre 1985) è un attore britannico.

## Biografia
Nathan Stewart-Jarrett ha frequentato il Central School of Speech and Drama diplomandosi nel 2006.
È conosciuto grazie alla serie televisiva Misfits, nella quale interpreta il ruolo di Curtis Donovan.

## Filmografia

### Cinema
- Dom Hemingway, regia di Richard Shepard (2013)
- Meredith - The Face of an Angel (The Face of an Angel), regia di Michael Winterbottom (2014)
- Il ragazzo che diventerà re (The Kid Who Would Be King), regia di Joe Cornish (2019)
- Candyman, regia di Nia DaCosta (2021)
- Femme, regia di Sam H. Freeman e Ng Choon Ping (2023)

### Televisione
- Casualty – serie TV, 2 episodi (2007-2010)
- Coming Up – serie TV, un episodio (2009)
- The Bill – 1 episodio, serie TV (2009)
- Misfits – serie TV, 25 episodi (2009-2012)
- Money – serie TV, 2 episodi (2010)
- Utopia – serie TV, 11 episodi (2013-2014)
- The Paradise – serie TV, un episodio (2013)
- Famous in Love – serie TV, 10 episodi (2017)
- Four Weddings and a Funeral – serie TV, 8 episodi (2019)
- Dracula – miniserie TV (2020)
- Soulmates – serie TV, 1 episodio (2020)
- Generation – serie TV (2021)
- Rapina e fuga (Culprits) – serie TV, 8 episodi (2023)

## Doppiatori italiani
Nelle versioni in italiano delle opere in cui ha recitato, Nathan Stewart-Jarrett è stato doppiato da:
- Andrea Mete in Misfits, Dracula
- Ismaele Ariano in Four Weddings and a Funeral
- David Chevalier in Soulmates
- Flavio Aquilone in Candyman
- Jacopo Venturiero[1] in Rapina e fuga[2]